# Tasmansk currawong
Tasmansk currawong (Strepera versicolor arguta) er en underart af den grå currawong i gruppen af svalestære. Underarten er udbredt på Tasmanien.